# Antoine-Louis-Claude Destutt de Tracy

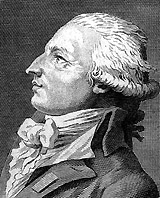
Destutt de Tracy.

Antoine-Louis-Claude Destutt de Tracy (20 juli 1754 - Parijs, 10 maart 1836) was een Franse filosoof uit de tijd van Napoleon. Hij schreef in 1796 een pamflet van 15 pagina's over ideologie en was hiermee de eerste filosoof die de term ideologie gebruikte.
In 1808 werd Destutt de Tracy verkozen tot lid van de Académie française.
Andere werken van zijn hand zijn:
- Eléments d'idéologie, Paris, 1801–15 (Première partie;Seconde partie: Grammaire; Troisième partie, tome premier: De la logique; Troisième partie, tome second: De la logique; IVe et Ve parties: Traité)
- Commentaire sur l'esprit des lois de Montesquieu, Liège, 1817 ; Paris, Delaunay, 1819 – elektronisch document[dode link]
- Traité d'économie politique, Paris, Bouguet et Levi, 1823 (1e druk 1815) (Engelse versie, vertaald door Thomas Jefferson)

- Bibsys: 90264310
- Biblioteca Nacional de España: XX905091
- Bibliothèque nationale de France: cb12013999r (data)
- Catàleg d'autoritats de noms i títols de Catalunya: 981058518146406706
- Gemeinsame Normdatei: 118671677
- International Standard Name Identifier: 0000 0001 2121 4495
- Library of Congress Control Number: n79043119
- Base Léonore: LH//761/40
- Nationale Bibliotheek van Tsjechië: vse2014813979
- Nationale bibliotheek van Australië: 35035142
- Nationale Bibliotheek van Israël: 987007277744705171
- Nationale Bibliotheek van Polen: a0000001036304
- Nederlandse Thesaurus van Auteursnamen: 068782810
- Istituto Centrale per il Catalogo Unico: BA1V003533
- LIBRIS: 183707
- SNAC: w6rf6815
- Système universitaire de documentation: 028269233
- Trove: 807557
- Virtual International Authority File: 14781008
- WorldCat: E39PBJwHcTPQGPx6HVVkYQW4bd